# Mangetsu-ji
Pour les articles homonymes, voir Mangetsu.

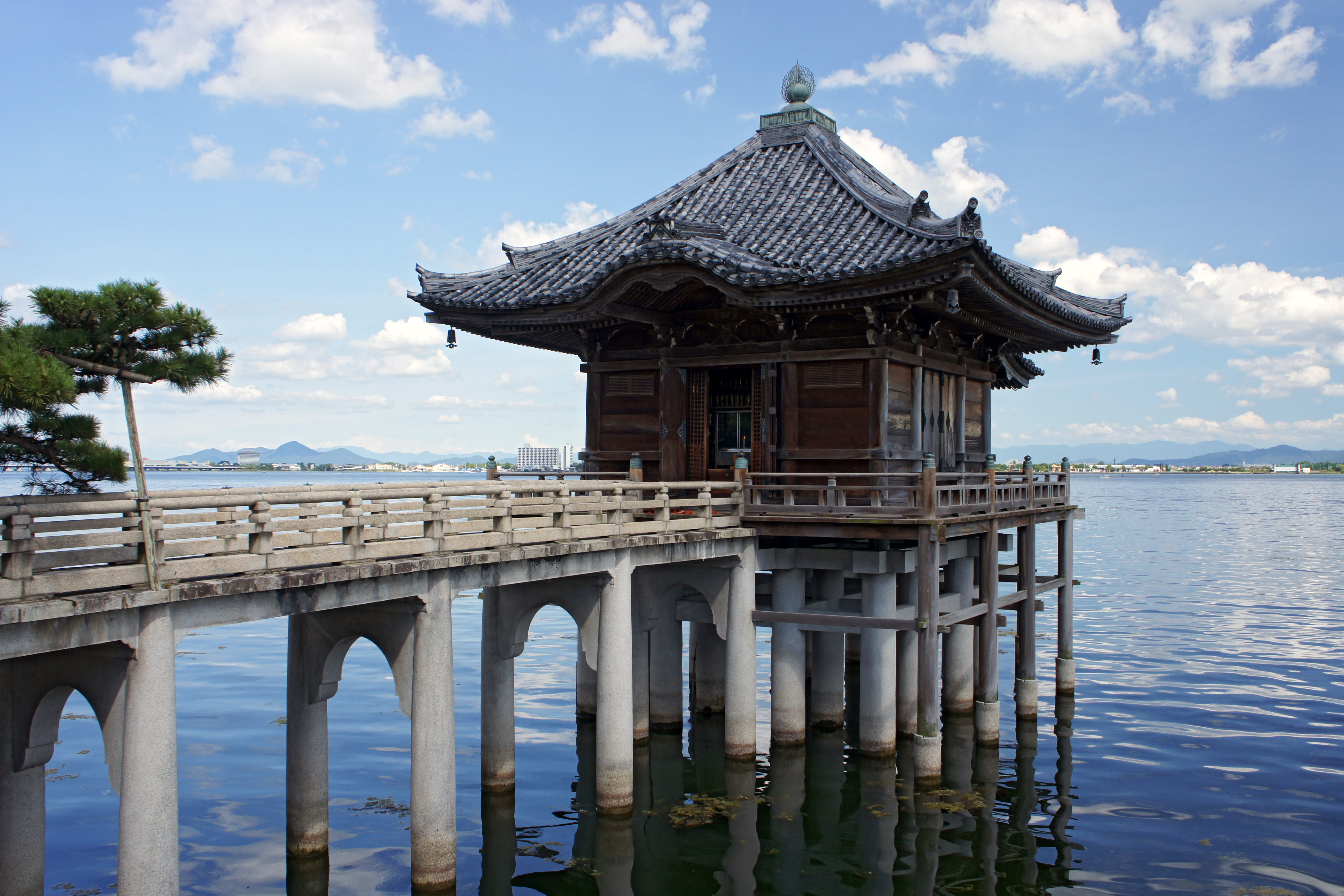
Le Mangetsu-ji Ukimidō, donnant sur le lac Biwa

Le Mangetsu-ji (満月寺) est un temple bouddhiste près du lac Biwa à Ōtsu, préfecture de Shiga au Japon. La statue de Shō Kannon de l'époque de Heian et un Bien culturel important du Japon

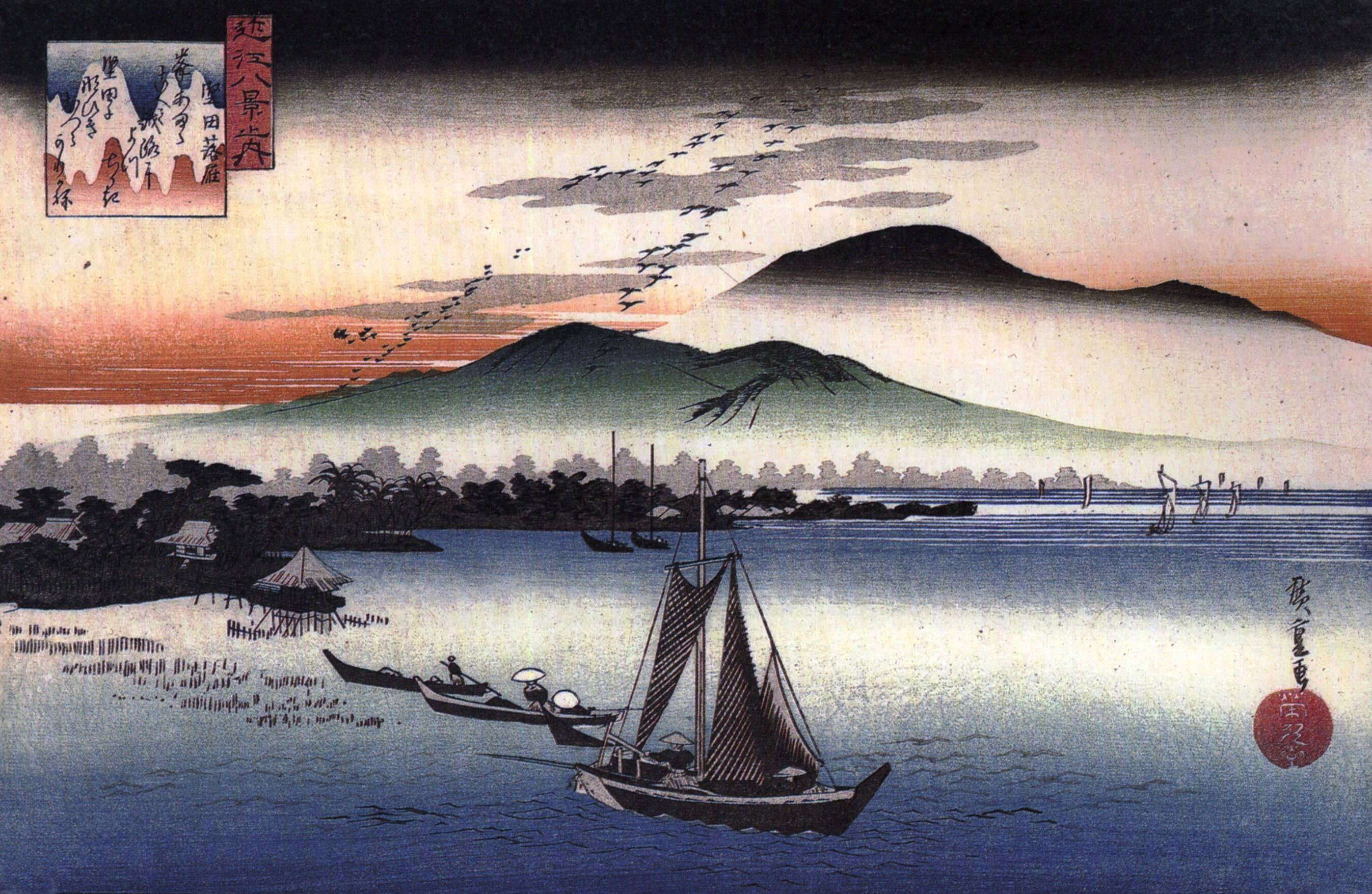
« Les oies sauvages rentrent à Katata » (堅田の落雁), par Hiroshige

Le temple, précisément le Ukimidō « temple flottant », est représenté sur l'une des vues restantes des « Huit vues d'Ōmi », peintes par Hiroshige. L'impression avec le temple est celle appelée « Les oies sauvages rentrent à Katata » (堅田の落雁).

## Bâtiments enregistrés
- Kannondō (観音堂?) (1766)[2]
- Kyakuden (客殿?) (1754)[3]
- Sanmon (山門?) (1812)[4]
- Chashitsu (茶室?) (1937)[5]
- Ukimidō (浮御堂?) (1937)[6]